# Allium acidoides
Allium acidoides — вид рослин з родини амарилісових (Amaryllidaceae); ендемік М'янми.

## Поширення
Ендемік М'янми.